# Sprengisandur

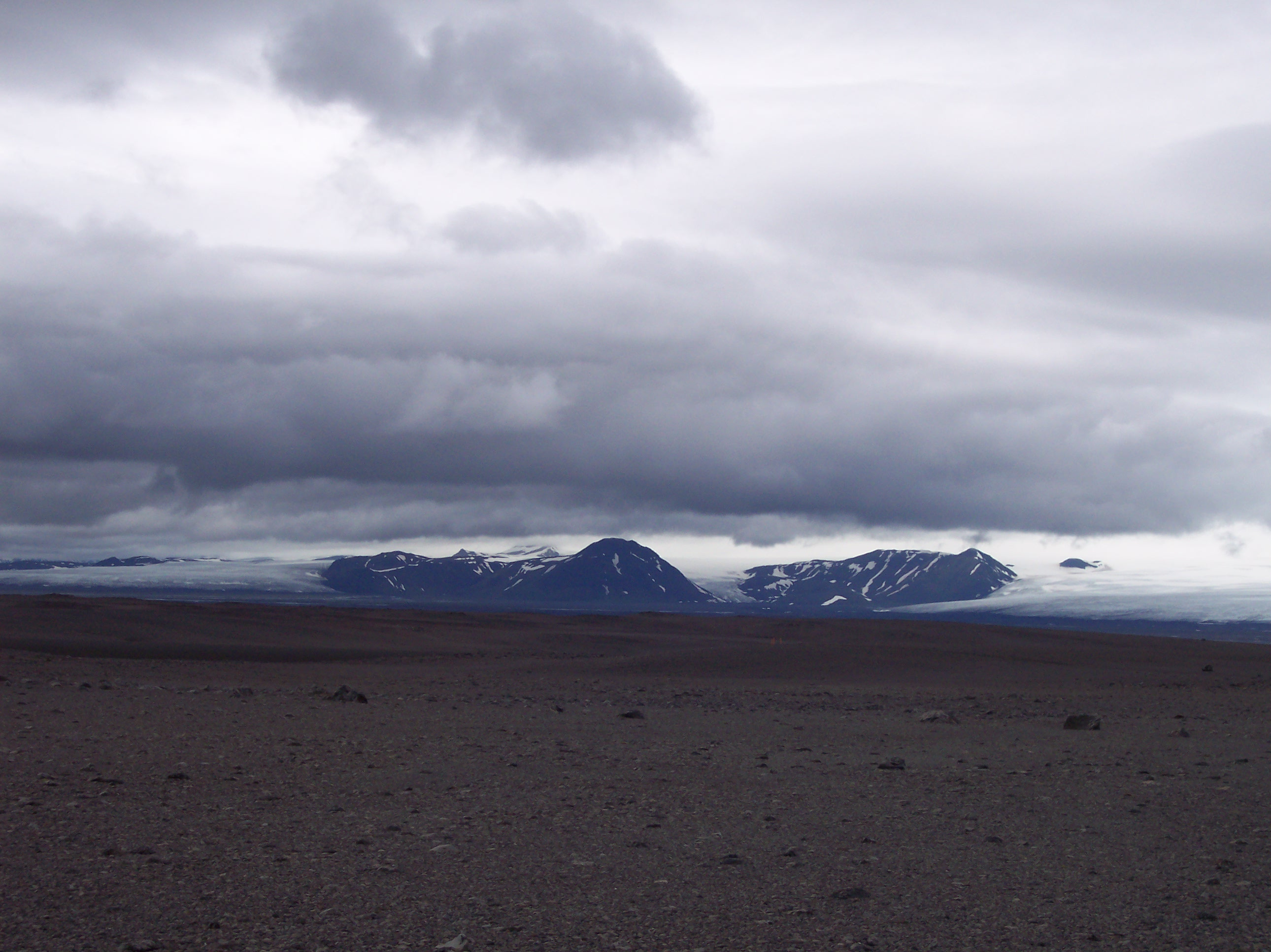
De Hofsjökull

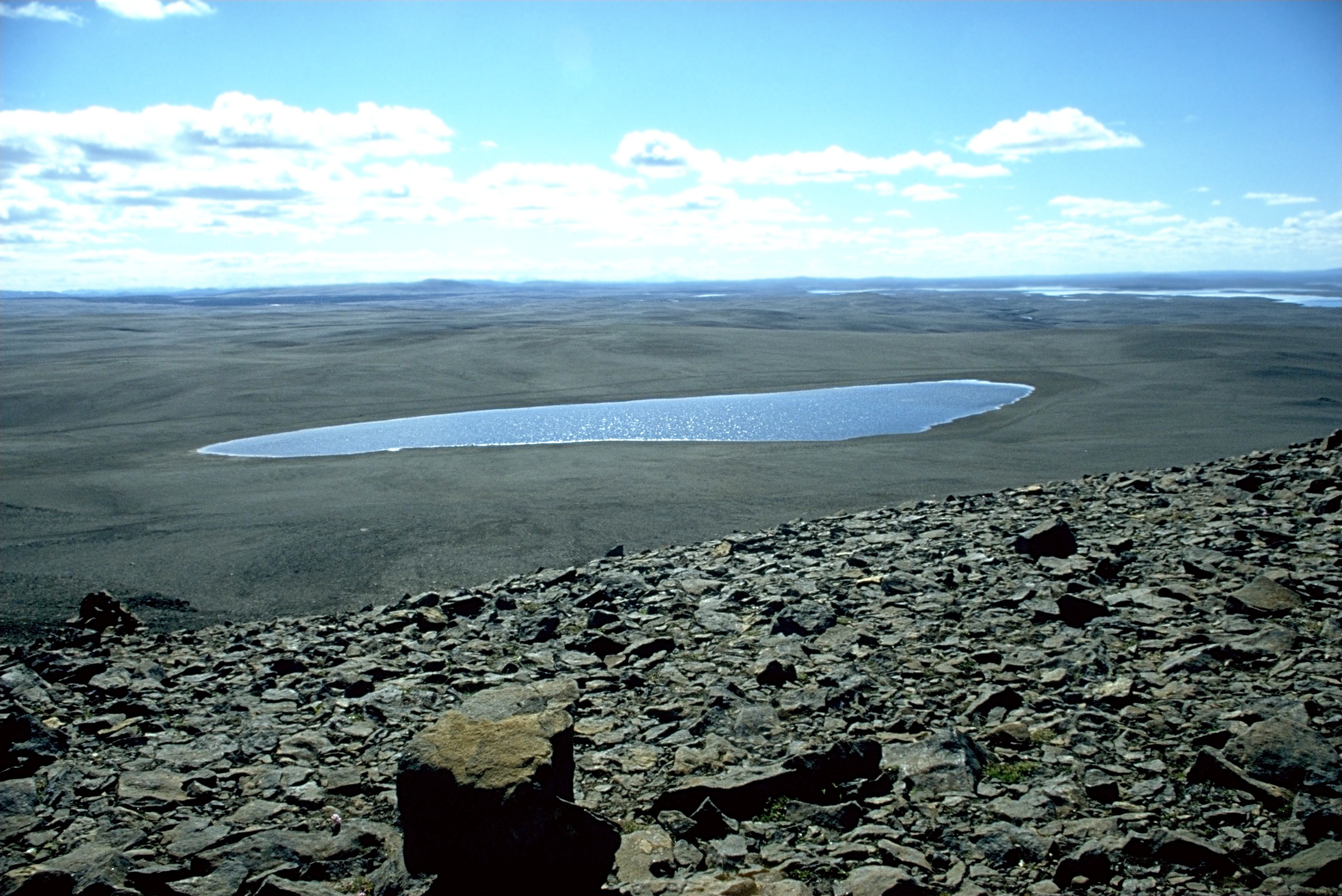
Langs de Sprengisandsleið

Sprengisandur is een deel van het desolate IJslandse hoogland dat gelegen is tussen de gletsjers Hofsjökull en Vatnajökull. Het weer is er heel wisselvallig en zelfs in de zomer kan het op de hoogvlakte stormen en sneeuwen. De naam Sprengisandur is afgeleid van het feit dat mensen in vroegere tijden zo snel mogelijk over deze dorre, onherbergzame vlakte moesten reizen en er als het ware moesten over springen. Er bestaat ook een IJslands volksliedje dat over dit hoogland gaat met als titel: Á Sprengisandi.
De langste van de drie wegen die over het IJslandse binnenland voert, gaat over deze hoogvlakte en heet Sprengisandsleið (wegnummer F 26) en is ongeveer 200 kilometer lang. De weg begint in de buurt van de vulkaan Hekla in het zuiden en eindigt in de vallei Bárðardalur nabij de waterval Goðafoss in het noorden. Langs deze route ligt de waterval Aldeyjarfoss. Vanaf de vroege herfst tot aan het late voorjaar is de weg meestal voor alle verkeer afgesloten.
De beide andere wegen die dwars over de IJslandse hoogvlakte voeren, zijn de Kjölur- en de Kaldidalurroute.